# Medea Norsa
Medea Vittoria Irma Norsa, née à Trieste le 26 août 1877 et morte à Florence le 28 juillet 1952, est une helléniste et papyrologue italienne.

## Biographie
Medea Norsa naît à Trieste, port dépendant à l'époque de l'Empire austro-hongrois, dans une famille catholique italienne convertie du judaïsme du côté paternel et slovène catholique du côté maternel. La petite fille est baptisée à la paroisse Sainte-Antoine-le-Thaumaturge. Viennent ensuite sept frères et sœurs.

### Formation
Elle étudie d'abord au lycée de jeunes filles de Trieste et obtient - après avoir bénéficié de leçons privées - son baccalauréat en 1899-1900 au lycée classique de Capodistria. Elle s'inscrit en 1900-1901 à la faculté de lettres de Vienne, mais n'y reste qu'une année scolaire car sur le conseil du professeur Adolfo Mussafia, elle poursuit ses études à Florence à l'Institut des Études supérieures, pour suivre les cours de langue et littérature néolatine de Pio Rajna.
Elle est toutefois aussitôt attirée par les cours de philologie de Girolamo Vitelli qui enseigne la littérature grecque, et s'intéresse en particulier à la papyrologie, science qui vient alors de naître. Elle obtient son doctorat de IIIe cycle de lettres classiques le 4 juillet 1906 avec une thèse sur l'Ajax de Sophocle et sur Les Sept contre Thèbes d'Eschyle, et elle est déjà admise en décembre à collaborer au cabinet des papyrus de l'Institut des Études supérieures. Dans ses premières années de recherche, elle se montre en pleine possession de cette rigueur méthodique toute germanique que l'on trouve alors dans le domaine des lettres classiques, mais qui commence à être durement attaquée par Fraccaroli et Romagnoli. Des exigences familiales et des nécessités de travail l'obligent à se rendre à Trieste où elle participe à un concours d'enseignant suppléant au lycée de jeunes filles. Elle est nommée à la chaire de langue et littérature italiennes (la seule femme alors). Elle y enseigne jusqu'en 1911.
Elle s'implique de plus en plus dans l'étude et la recherche pour la publication de papyrus grecs et latins sous la houlette de Vitelli, si bien qu'elle doit choisir entre l'enseignement et la recherche. Elle démissionne finalement du lycée et retourne à Florence collaborer avec Vitelli dont elle restera aux côtés jusqu'à sa mort.
Elle remporte le concours pour la chaire de lettres classiques et de latin du lycée classique de Florence et obtient aussi la chaire au lycée de Galatina (Lecce) dans les Pouilles. Elle collabore avec Vitelli qui abandonne l'enseignement pour se consacrer entièrement à la direction de l'Institut des Papyrus (Istituto Papirologico) de Florence.

### Études des papyrus
Elle obtient son doctorat libre en papyrologie et partage son temps entre l'enseignement à l'université de Florence (à partir de 1926 comme cours libres et de 1933, comme cours officiels) et à partir de 1933 à l'École normale de Pise.
En plus de son activité de déchiffrement et de publication de papyrus, pour laquelle elle fait preuve d'une grande maîtrise et d'une haute compétence, elle doit se rendre de nombreuses fois en Égypte pour y acheter des papyrus pour le compte de la Società italiana per la ricerca dei papiri greci e latini in Egitto (de 1920 à 1940). C'est elle qui découvre par exemple l'Hymne à Déméter de Philiscos de Corcyre en 1927 et surtout en 1937 le fameux ostracon de Sappho qui lui vaut une grande reconnaissance internationale. Elle est en rapport avec les plus grands philologues et savants européens dans ce domaine. Medea Norsa est en plus membre de plusieurs institutions internationales prestigieuses, comme par exemple l'Académie pontificale romaine d'archéologie, l'Institut archéologique allemand, l'Association internationale de papyrologues de Bruxelles, la Bayerische Akademie de Munich, etc.

### Dernières années
Lorsque Vitelli meurt le 2 septembre 1935, Medea Norsa devient directrice de l'Institut des papyrus. La situation cependant devient de plus en plus difficile: il lui manque le soutien indéfectible de son maître Vitelli et elle suscite des jalousies et subit des attaques. Medea Norsa est une femme, et elle perçue comme ayant des origines étrangères. De plus, elle n'est pas mariée. Son entier dévouement à Vitelli l'empêche de se consacrer pleinement à sa carrière universitaire et elle néglige de passer son titre de professeur ordinaire de l'université italienne. Jouissant du respect de certains, elle doit toutefois affronter après la mort de Vitelli, la défiance de certains de ses collaborateurs qui ne se soumettent pas à sa direction à l'intérieur de l'Institut.
Petit à petit, Medea Norsa est marginalisée, même si tout le monde continue à profiter de ses compétences d'helléniste. Sous la période de l'occupation allemande, l'ascendance hébraïque du côté des grands parents paternels auraient pu la mettre en danger, mais il n'en est rien. Le 23 mars 1944, alors qu'elle se trouve à l'université, son immeuble est détruit par un bombardement américain. Sa sœur Eugenia, avec qui elle vivait, est tuée, et sa bibliothèque privée disparaît. Les années d'après-guerre sont encore plus difficiles:  elle est frappée en février 1947 d'une maladie qui la contraint à garder le lit pendant une année. Le 25 janvier 1949, le recteur de Florence, Bruno Borghi, la met de force en congé et son nouveau volume (XIII) des Papiri della Società Italiana sur lequel elle est en train de travailler lui est soustrait par Nicola Terzaghi. De plus, la maladie lui ayant altéré le langage, il lui est difficile de s'exprimer clairement, même si ses capacités intellectuelles sont intactes. Elle termine ses jours oubliée de tous dans un couvent, via Bolognese à Florence, où elle avait trouvé abri.

## Œuvres
- Papiri greci e latini (Pubblicazioni della Società Italiana per la Ricerca dei Papiri Greci e Latini in Egitto), I-XIII
- Papiri greci delle collezioni italiane, Roma 1929-1946
- Il Papiro Vaticano Greco 11: 1. Phaborinou peri phyges. 2. Registri fondiari della Marmarica, in collaborazione con G.Vitelli, Città del Vaticano, 1931.
- Papiri greci delle collezioni italiane: scritture documentarie, II, Firenze, 1933.
- Frammenti di scolii agli Aitia di Callimaco, in collaborazione con G. Vitelli, « Bulletin de la Société Royale d'Archéologie d'Alexandrie» 28, 1933, pp. 123–132.
- Diegeseis di poemi di Callimaco in un papiro di Tebtynis, in collaborazione con G. Vitelli, Firenze, 1934.
- Un frammento di fisica aristotelica in un papiro fiorentino, «Annali della Scuola Normale Superiore di Pisa» 7, 1938, pp. 1–12.
- La scrittura letteraria greca dal sec. IV a.C. all'VIII d.C., Firenze, 1939.
- Due frammenti fiorentini del papiro di Bacchilide P.Brit.Mus. 733. Una circolare ai pagarchoi della Tebaide del secolo VIIIp, «Annali della Scuola Normale Superiore di Pisa» 10, 1941, pp. 155–170.
- Un frammento del Romanzo di Nino, in Scritti dedicati alla memoria di Ippolito Rosellini nel primo centenario della morte (4 giugno 1943), Firenze, 1945, pp. 191–197.
- Papiri greci delle collezioni italiane. Scritture documentarie dal III sec. a.C. al sec. VIII d.C., Roma, 1946.
- Papiro Vaticano greco n. 2037A, «Aegyptus» 32, 1952, pp. 232–240.

## Source
- (it) Cet article est partiellement ou en totalité issu de l’article de Wikipédia en italien intitulé « Medea Norsa » (voir la liste des auteurs).

- Notices dans des dictionnaires ou encyclopédies généralistes :   - Deutsche Biographie
  - Dizionario biografico degli italiani
  - Enciclopedia italiana
  - Treccani
- Notices d'autorité :   - VIAF
  - ISNI
  - BnF (données)
  - IdRef
  - LCCN
  - GND
  - Italie
  - Pays-Bas
  - Israël
  - Vatican
  - Norvège
  - Grèce
  - WorldCat